# Dylan Windler
Dylan Windler (ur. 22 września 1996 w Indianapolis) – amerykański koszykarz, występujący na pozycjach rzucającego obrońcy lub niskiego skrzydłowego, obecnie zawodnik New York Knicks oraz zespołu G-League – Westchester Knicks.
26 lipca 2023 zawarł umowę z New York Knicks na występu zarówno w NBA, jak i zespole G-League – Westchester Knicks.

## Osiągnięcia
Stan na 25 września 2023, na podstawie, o ile nie zaznaczono inaczej.
NCAA
- Uczestnik turnieju NCAA (2019)
- Mistrz sezonu regularnego konferencji Ohio Valley (OVC – 2016, 2017, 2019)
- Zaliczony do:
  - I składu:
    - OVC (2018, 2019)
    - turnieju OVC (2019)

  - II składu Academic All-American (2018, 2019)
  - składu OVC Commissioner's Honor Roll (2016, 2017)
- Zawodnik tygodnia OVC (20.11.2017, 22.01.2018, 19.02.2018, 11.02.2019)
- Lider OVC w:
  - średniej i liczbie zbiórek (2018, 2019)
  - skuteczności rzutów:
    - z gry (55,9% – 2018)
    - za 2 punkty (66,5% – 2018)
    - za 3 punkty (42,9% – 2019)

  - liczbie celnych rzutów za 3 punkty (100 – 2019)